# Carsonus maculatus
Carsonus maculatus är en insektsart som beskrevs av David D. Gillette och Baker 1895. Carsonus maculatus ingår i släktet Carsonus och familjen dvärgstritar. Inga underarter finns listade i Catalogue of Life.